# بنزوئیل-کوآ

فرمول بنزوئیل-کوآ

بنزوئیل-کوآ (به انگلیسی: Benzoyl-CoA) با فرمول شیمیایی C۲۸H۳۶N۷O۱۷P۳S-۴ یک ترکیب شیمیایی با شناسه پاب‌کم ۲۵۲۴۵۷۲۱ است. که جرم مولی آن ۸۶۷٫۶۰ g/mol می‌باشد. 